# Mamuza
Mamuza ili ostruga je metalna naprava pričvršćena na jahačevu obuću, kojom jahač podbada konja. 
Već u starom vijeku se koristila u obliku oštra šiljka, nosila se samo na jednoj nozi. Za vrijeme dinastije Merovinga, pričvršćuje se za nogu remenom provučenim kroz ušice pri kraju mamuznog luka, a za vrijeme dinastije Karolinga remen je bio učvršćen s čavlićima na rubu tog luka. Od devetog do desetog stoljeća šiljak mamuze znatno se produžuje. U doba križarskih ratova okrenut je često prema gore ili dolje. Krajem srednjeg vijeka stavlja se umjesto šiljka nazubljeni kotačić. U feudalnom periodu, zlatne mamuze smatrane su simbolom viteštva, a srebrne simbolom štitonoše. 
U Hrvatskoj su pronađeni svi tipovi mamuza od rimskog doba pa na dalje. Najvredniji nalaz su pozlaćene srebrne i brončane starohrvatske mamuze iz razdoblja od sedmog do devetog stoljeća pronađene u mjestu Biskupija pored Knina.

## Vanjske poveznice
- Nalaz srednjovjekovne ostruge u Sinjskom polju
- Ostruge izložene u Muzeju grada Kaštela